# اوا سرشن
اوا سرشن (به انگلیسی: Eva Sršen) (زاده ۱۹۵۱) خواننده اسلوونیایی است.
او نماینده یوگسلاوی در یوروویژن ۱۹۷۰ بود.